# Cieszkowo-Kolonia
Cieszkowo-Kolonia (niem. Luisenhuld) – wieś  sołecka w Polsce położona w województwie mazowieckim, w powiecie płońskim, w gminie Baboszewo.
W latach 1975–1998 miejscowość administracyjnie należała do województwa ciechanowskiego.
Obok miejscowości przepływa rzeczka Dobrzyca, dopływ Raciążnicy.